# Vuur

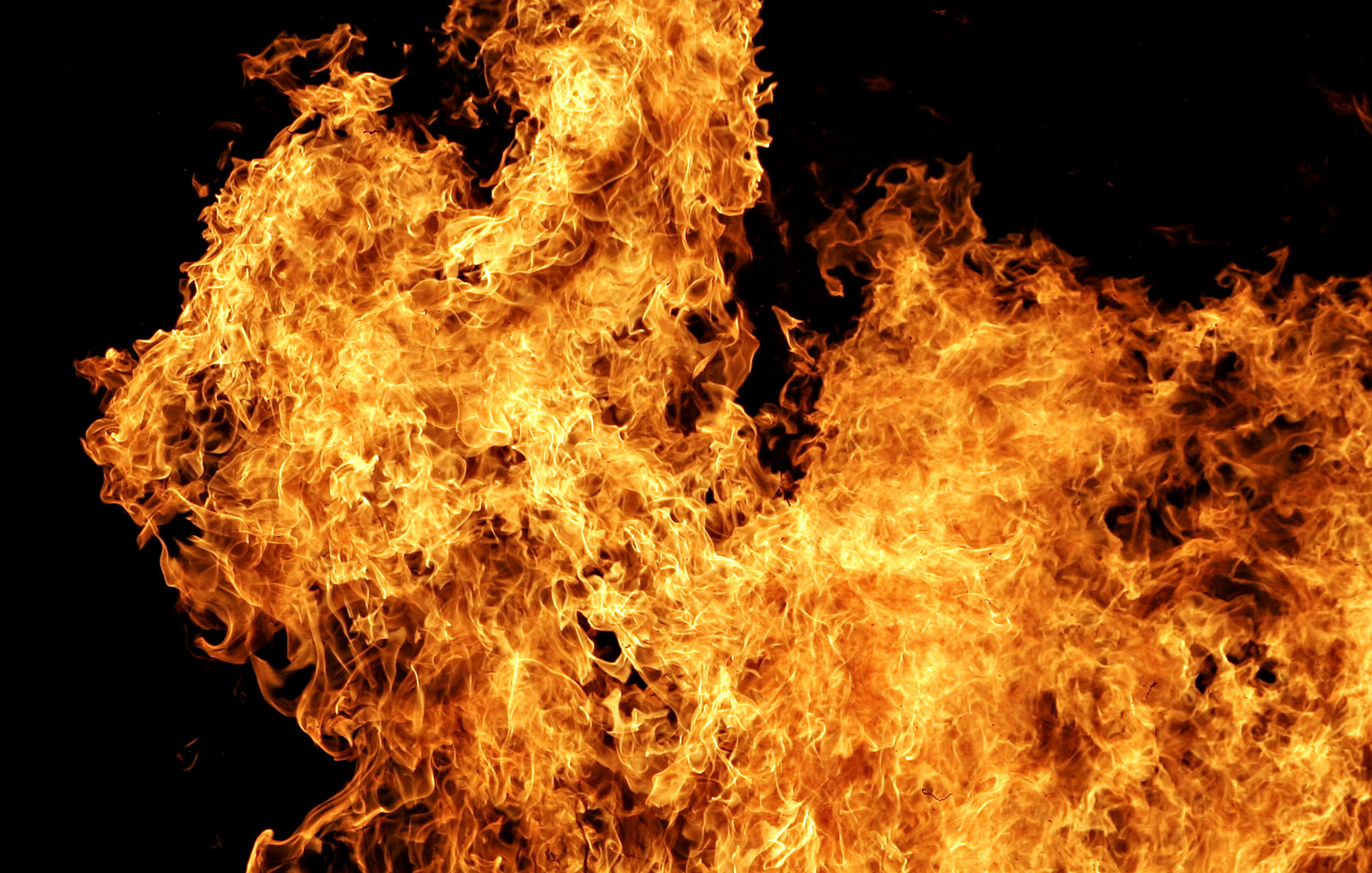
Vuur: verbranding van onkruid

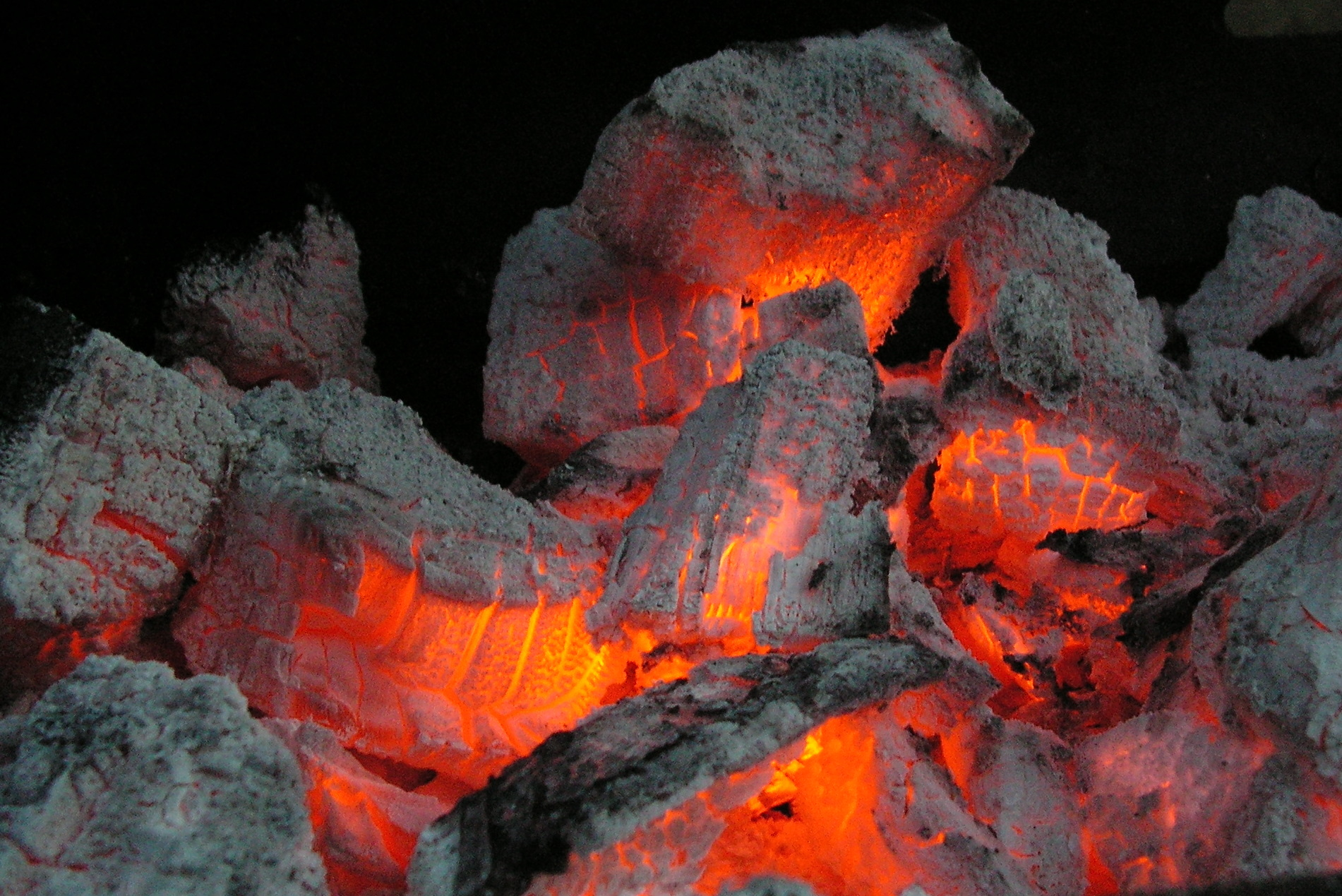
Smeulende barbecueblokken.

Vuur is het geheel van lichtverschijnselen en warmteontwikkeling dat optreedt als een brandbare stof een oxidatiereactie ondergaat bij hoge temperatuur. Door opwarming en ontleding van naburige materie komen brandbare gassen vrij, die zelf ook weer oxideren en warmte opwekken, waarmee het proces zichzelf in stand houdt. De warmteontwikkeling veroorzaakt convectie, een verticale luchtstroom vanwege de wet van Archimedes, omdat de verhitte gassen uitzetten en de dichtheid daardoor afneemt. Het licht van het vuur wordt over het algemeen veroorzaakt door zeer hete gloeiende roetdeeltjes en geeft een karakteristiek vlamspectrum. De bruine gedeeltes van het vuur worden veroorzaakt door niet meer gloeiend roet dat een gedeelte van het licht van de vlam erachter absorbeert. Bij onbeheerste uitbreiding spreekt men van een brand. De kleinste eenheid van een vuur noemt men een vlam. Het gevormde koolstofdioxide bij de verbranding van fossiele brandstoffen speelt een belangrijke rol bij het versterkte broeikaseffect.
Er kan ook sprake zijn van een directe oxidatie van een vast oppervlak, dit wordt smeulen genoemd. Bij poreuze materialen zoals houtskool kan de oxidatiereactie ook in het materiaal plaatsvinden. Een vonk licht op door de hoge temperatuur, die ook door oxidatie aan het oppervlak wat langer in stand kan worden gehouden, zoals in vuurwerk.

## Geschiedenis

De geschatte hoeveelheid zuurstof in de atmosfeer en in de oceanen in de loop van de geschiedenis van de Aarde. De rode en groene lijn beschrijven boven- en ondergrens van de schattingen. De tijdvakken in de grafiek zijn:
Archeïcum
1. 3,85-2,45 Ga (ofwel 3850 tot 2450 miljoen jaar geleden), vrijwel geen zuurstof in de atmosfeer, vrijwel geheel anoxische oceanen;
Proterozoïcum
2. 2,45-1,85 Ga, zuurstofproductie door blauwalgen, maar aanvankelijk lost dit op in oceanen en kalksteen en reageert met ijzer en andere mineralen. Na reactie met alle beschikbare ijzer stijgt de hoeveelheid zuurstof in de atmosfeer, met een massa-extinctie van anaerobe organismen tot gevolg. Daarmee vermindert de fotosynthese zodat de zuurstoftoename tot stilstand komt, ook wel de zuurstofcrisis genoemd. Gedurende deze periode ontstaan echter aerobe organismen die in staat zijn tot fotosynthese;
3. 1,85-0,85 Ga, vanuit de geochemie ook wel de boring billion genoemd vanwege het stabiele zuurstofniveau. Het is echter ook de periode dat de eukaryoten, organismen met een celkern, zich ontwikkelen en met hun mitochondriën enorm profiteren van de grotere concentratie zuurstof;
4. 0,85-0,54 Ga, de zuurstofconcentratie stijgt gedurende deze door ijstijden gekenmerkte periode, al lijkt de diepzee nog steeds vrijwel verstoken van zuurstof;
Fanerozoïcum
5. vanaf 0,54 Ga, deze periode begint met de Cambrische explosie, terwijl gedurende het Siluur de eerste planten op het land verschijnen. Een piek in de zuurstofconcentratie wordt bereikt tijdens het Carboon met uitgestrekte plantengroei tot gevolg, om gedurende het Trias te dalen tot onder het huidige niveau. In het Trias zijn dan ook vrijwel geen sporen van vuur aangetroffen.

Het voorkomen van vuur hangt samen met het ontstaan van planten. Deze leverden de zuurstof en de brandstof die naast hitte nodig zijn om een vuur te laten branden. Hoewel zuurstof al aanwezig was voor de komst van planten, ontbrak het aan brandstof. Sporen van fusain, fossiel houtskool, en daarmee aanwijzingen van vuur zijn voor het eerst gevonden in het Siluur (444 tot 416 Ma). Daarna lijkt het voorkomen gekoppeld aan de hoeveelheid zuurstof in de atmosfeer, al volgt het deze niet exact en lijkt er afname van fusain te zijn in recentere periodes. Vuur komt sindsdien in de natuur voor in de vorm van bosbranden, onder meer als gevolg van blikseminslagen en vulkaanuitbarstingen. Vooral steenkoolbranden kunnen daarbij zeer langdurig woeden.
De mens heeft als enige geleerd vuur te beheersen en te maken. Dat lijkt diep in de prehistorie te zijn gebeurd, nog vóór de homo sapiens. Archeologisch bewijs suggereert dat in de periode 400.000 tot 350.000 BP regelmatig vuur werd gemaakt op verschillende plekken en door verschillende populaties in Afrika en westelijk Eurazië. Dit patroon wijst op culturele diffusie. Het is zelfs de oudste innovatie waarvoor een culturele verspreiding duidelijk is vast te stellen. 
In oude beschavingen was vuur een kostbaar goed voor koken, licht, verwarming, ontginning van bos voor landbouwgrond en materiaalbewerking zoals smeden en pottenbakken. Het werd met moeite verkregen en onderhouden. Daarom was het heilig en met rituelen omgeven (zie Goudsblom: Vuur en beschaving en Fraser: The golden bough voor een klassiek overzicht). Oorspronkelijk moest het waarschijnlijk uit de natuur gehaald worden bij een bosbrand of blikseminslag. Daarom werd het bewaard in een vuurhuis - ieder dorp of stad had er een. In Griekse steden had men een prytaneion met een eeuwige vlam, later door zijn belangrijke functie de zetel van het plaatselijk bestuur. In Rome bewaakten de Vestaalse maagden een eeuwig vuur. De kaarsen en lampen in de katholieke kerk zijn een moderne afgeleide, net als de vlam bij gedenktekens van gesneuvelden in oorlogen. Ook onder de Arc de Triomphe brandt een eeuwig vuur. Joseph Priestley ontdekte in 1776 dat voor de instandhouding van een vlam behalve de brandstof ook het gas zuurstof nodig was.

## Mythologie en religies

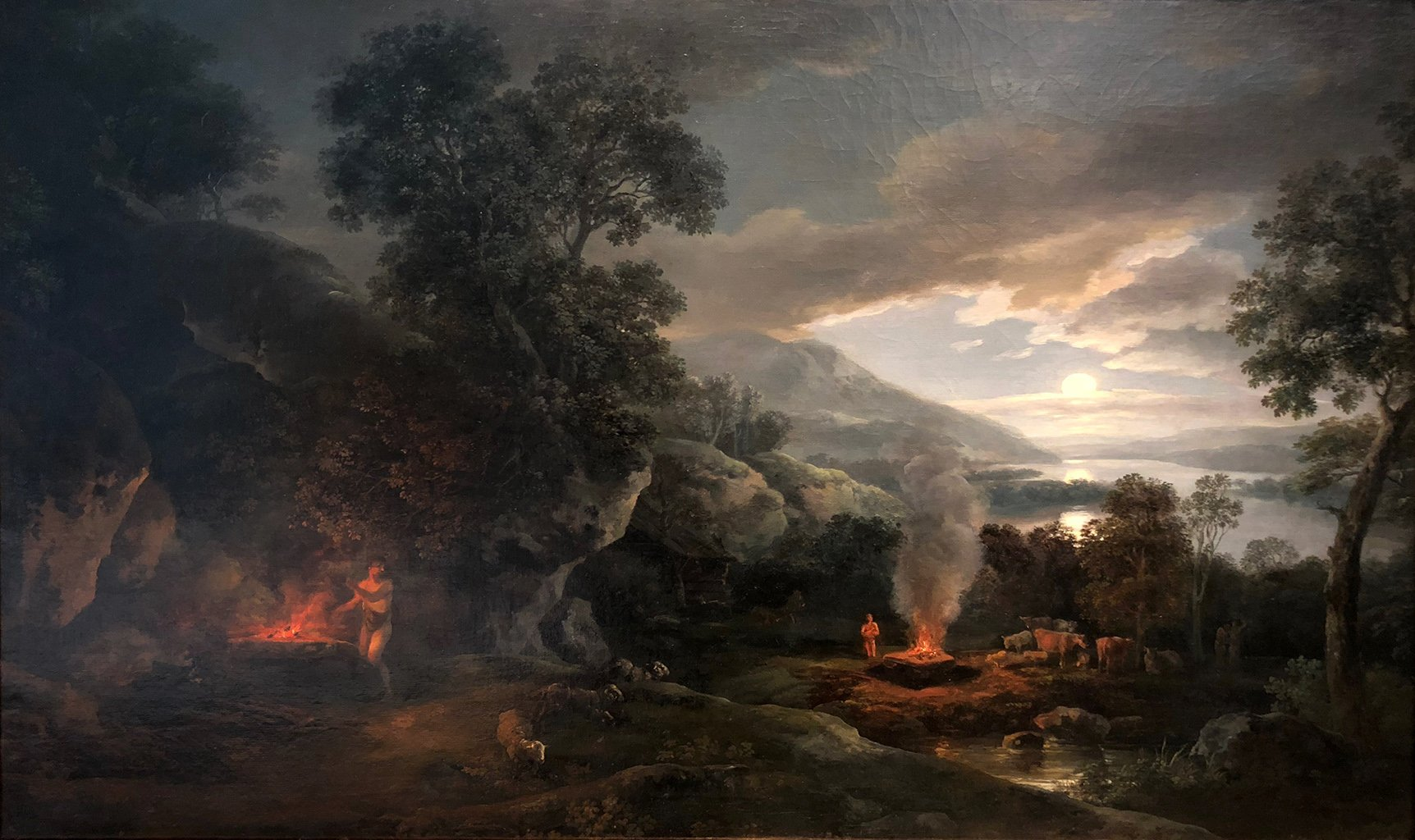
Een eeuwenlang populair beeld van de offers van Kaïn en Abel, ofschoon in de betreffende Bijbeltekst rook en vuur niet genoemd worden

Volgens de Griekse mythologie stal Prometheus het vuur van de goden om het aan de mensen te geven. Als straf werd hij opgehangen aan een rots en elke avond kwam de adelaar Ethon zijn lever eruit eten die elke ochtend weer aangroeide. Zie ook Hephaestus, Noordse mythologie, Loki, Nodfyr, Vestaalse maagden. In het boek Genesis in de Bijbel wordt niet vermeld hoe de mens aan het vuur gekomen is. Een door de eeuwen heen populair beeld in de Bijbelse iconografie van het verhaal in Genesis 4 over Kaïn en Abel, zoals onder meer in het schilderij De bewening van Abel uit 1623 van Pieter Lastman, toont wel dat de broers een offer met vuur brengen, waarvan de recht opstijgende rook dan Gods goedkeuring van het offer van Abel zou betekenen, maar in de tekst zelf is sprake van noch vuur noch rook.

## Symboliek
Vuur staat symbool voor geestdrift en hartstocht (het vuur van de liefde) en tevens voor zuiverheid (het heilig vuur). Een van de belangrijkste toespraken van de Boeddha is de vuurrede, waarin hij uitlegt hoe de zintuigen en daarvan afhankelijke gevoelens in brand staan met hartstocht, haat en illusies.
De vlam symboliseert ook de levenskracht.

### Christendom
In de Bijbel staat vuur symbool voor de nabijheid van God. Op Pinksteren (Handelingen van de Apostelen 2:1-13) stortte de Heilige Geest zich uit over de gelovigen: "Op hun hoofden vertoonden zich tongen als van vuur". En in het Oude Testament toont God zich aan Mozes middels een brandende struik: "Mozes zag dat de struik in brand stond en toch niet door het vuur werd verteerd" (Exodus 3:2).
Volgens de bijbel bevindt er zich in de hel een onuitblusbaar vuur (Mar. 9:43).

## Het element vuur
De Griekse wijsgeer Herakleitos beschouwde vuur als het oerelement waar alles uit was voortgekomen. Empedocles nam aan dat vuur een van de vier elementen was, naast aarde, lucht en water.
In de Oosterse filosofie die we kennen in praktische toepassingen als shiatsu, feng shui, macrobiotiek en acupunctuur wordt uitgegaan van vijf elementen of transformatiefases namelijk hout, vuur, aarde, metaal en water die elkaar voeden en in toom houden. Het element vuur staat voor het hoogste energieniveau, zichtbaarheid, roem, ongrijpbaarheid, de kleur rood, het zuiden, de tijd van de dag dat de zon het hoogst staat, hoogzomer, een bittere smaak. De vuurtransformatiefase wordt gevoed door de houttransformatie en voedt op zijn beurt de aarde transformatiefase. Vuur wordt in toom gehouden door water. In de extreme gevallen blust water vuur (te veel waterenergie) of laat water vuur uit de hand lopen (te weinig waterenergie).

## Brandstoffen
Belangrijke brandstoffen zijn:
- steenkool/bruinkool
- aardgas
- olieproducten (van minerale of plantaardige oorsprong)
- biomassa
- ethanol in gedenatureerde toestand wordt spiritus genoemd.

Andere brandstoffen, die tegenwoordig minder gebruikt worden in de westerse wereld zijn:
- hout
- turf

Vroeger gebruikte de armere bevolkingsklasse ook gedroogde uitwerpselen van koeien en paarden als brandstof. In sommige derdewereldlanden wordt dit nog steeds toegepast.

## Toepassingen

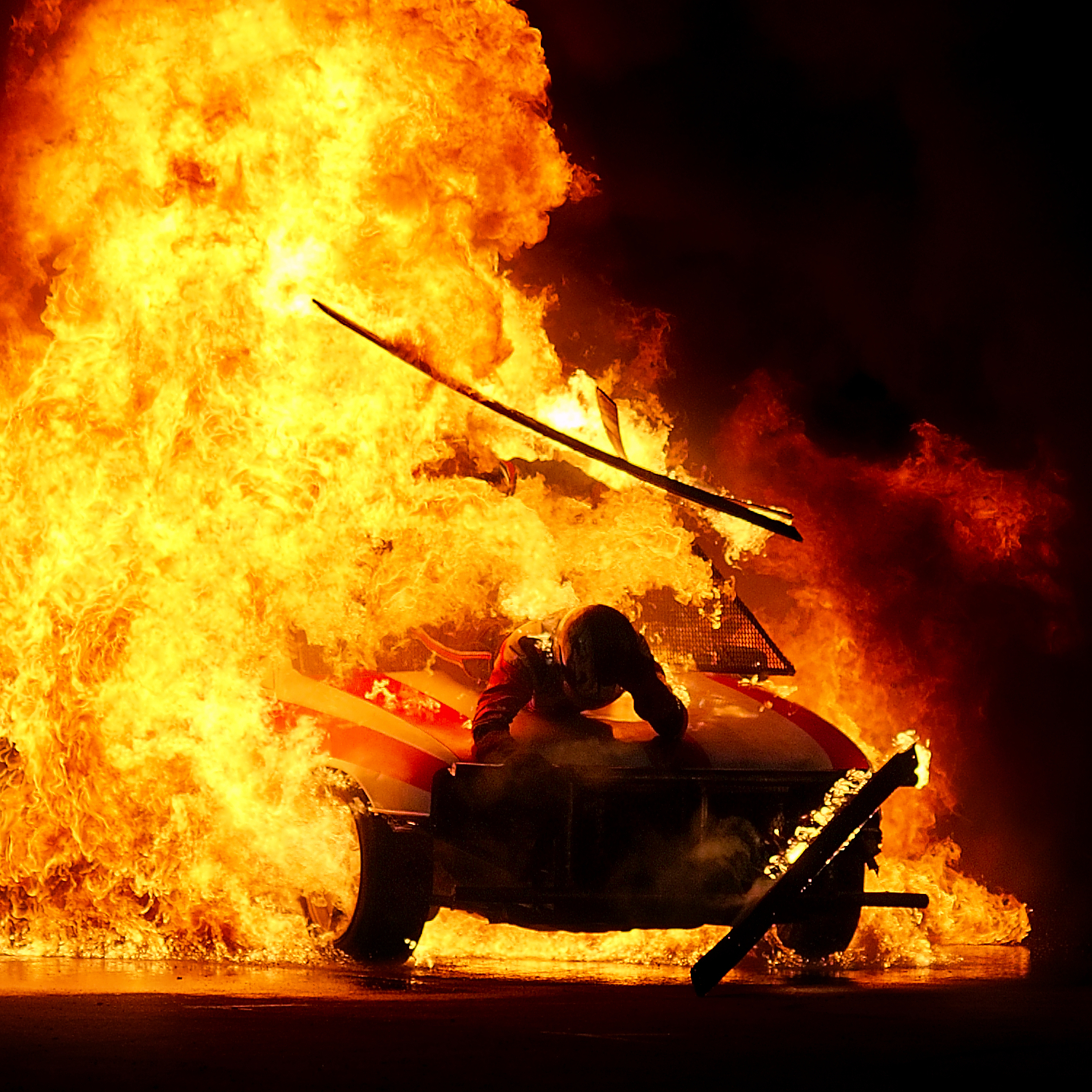
Vuur wordt veel bij stunts gebruikt ("Giant Auto Rodéo", Ciney, België)

Het vuur heeft vele toepassingen. Enkele voorbeelden zijn:

### Verwarming
- Verwarming van huizen enzovoorts
- Voedselbereiding (koken, barbecue)

### Verlichting
- Fakkel
- Gaslamp
- Olielamp
- Vuurtoren
- Kaars

### Opwekking van elektriciteit
- Elektriciteitscentrale, gestookt met bijvoorbeeld olie, gas, biomassa of vuilnis.

### Materiaalbewerking
- Metaalbewerking (smelten, smeden, gieten)
- Pottenbakken
- Lassen
- Glasblazen

### Aandrijving
- Luchtballon
- Stoommachine
- Raket
- Verbrandingsmotor

### Chemische processen
- Industriële chemische processen
- Pyrolyse
- Affakkelen aardgas
- Houtskool branden

### Landbouw
- Afbranden van bos (natuurbrand) ter ontginning
- Verbranden van stoppels op het veld

### Explosie
- Buskruit

### Rituelen
- Brandende kruisen van de Ku Klux Klan
- Eeuwige vlam, voor onder meer onbekende soldaat
- Gezelligheid (kampvuur, vuurkorf, open haard, kaarslicht)
- Kaarsen in de christelijke kerk
- Vreugdevuur
- Vuurdans
- Wierook
- Olympisch vuur
- Paasvuur

### Genotmiddelen
Sommige genotmiddelen kunnen worden geconsumeerd door ze in brand te steken en de rook te inhaleren. Vooral tabak wordt op deze manier gebruikt.

### Overig
- Crematie
- Brandmerken
- Vuurwerk
- Vlamspectroscopie
- Oorlog
- stunts zoals vuurspuwen

## Methoden om vuur te maken
- Lucifer of zwavelstok
- Vuurslaan: vuursteen en vuurslag

Houtwrijving, een methode om vuur te maken, in dit geval door middel van de vuurploeg

- Houtwrijving: vuurboor, vuurboog, vuurploeg, vuurkoord en vuurzaag
- Tondeldoos (een doos met vuursteen en een licht ontvlambare stof, tondelzwam)
- Brandglas (ontsteking door licht met een positieve lens)
- Elektriciteit (door vonk of kortsluiting)
- Wrijving (bijvoorbeeld bij het vastlopen van een lager)
- Vuurpomp (samenpersen van lucht tot ontstekingstemperatuur; adiabatische compressie)

## Statistieken over vuur
Een aantal statistieken rondom vuur:
- Elk jaar sterven ongeveer 4200 mensen in Europa en worden 80.000 mensen verwond (60.000 in een woonomgeving) als gevolg van vuur.
- Per jaar krijgt 3% van de huishoudens te maken met een vuur.
- De totale kosten van vuur is bijna 1% van het bruto nationaal product.
- De gemiddelde tijd tussen de start van een vuur en het moment dat het vuur niet meer te controleren is, was in 1975 nog 17 minuten en was in 2004 nog slechts 3 minuten.
- Statistisch is vastgesteld dat de matras meestal het eerste object is dat brandt.
- Per jaar worden 2000 vuren veroorzaakt door kaarsen in het Verenigd Koninkrijk.
- 40.000 auto's per jaar vatten vuur in Duitsland.
- De meest voorkomende doodsoorzaak bij vuur is rook. Een Brits onderzoek heeft opgeleverd dat 50% van de slachtoffers hierdoor omkomt. In 25% van de gevallen is de doodsoorzaak verbranding en bij 20% gaat het om een combinatie van beide.
- Koolmonoxide is in 80% van de gevallen de doodsoorzaak bij vuur. Andere chemicaliën zijn waterstofcyanide en waterstofchloride en meer complexe chemicaliën als polychloorkoolwaterstoffen en gehalogeneerde dioxinen en furanen.

## Vuur in de taal

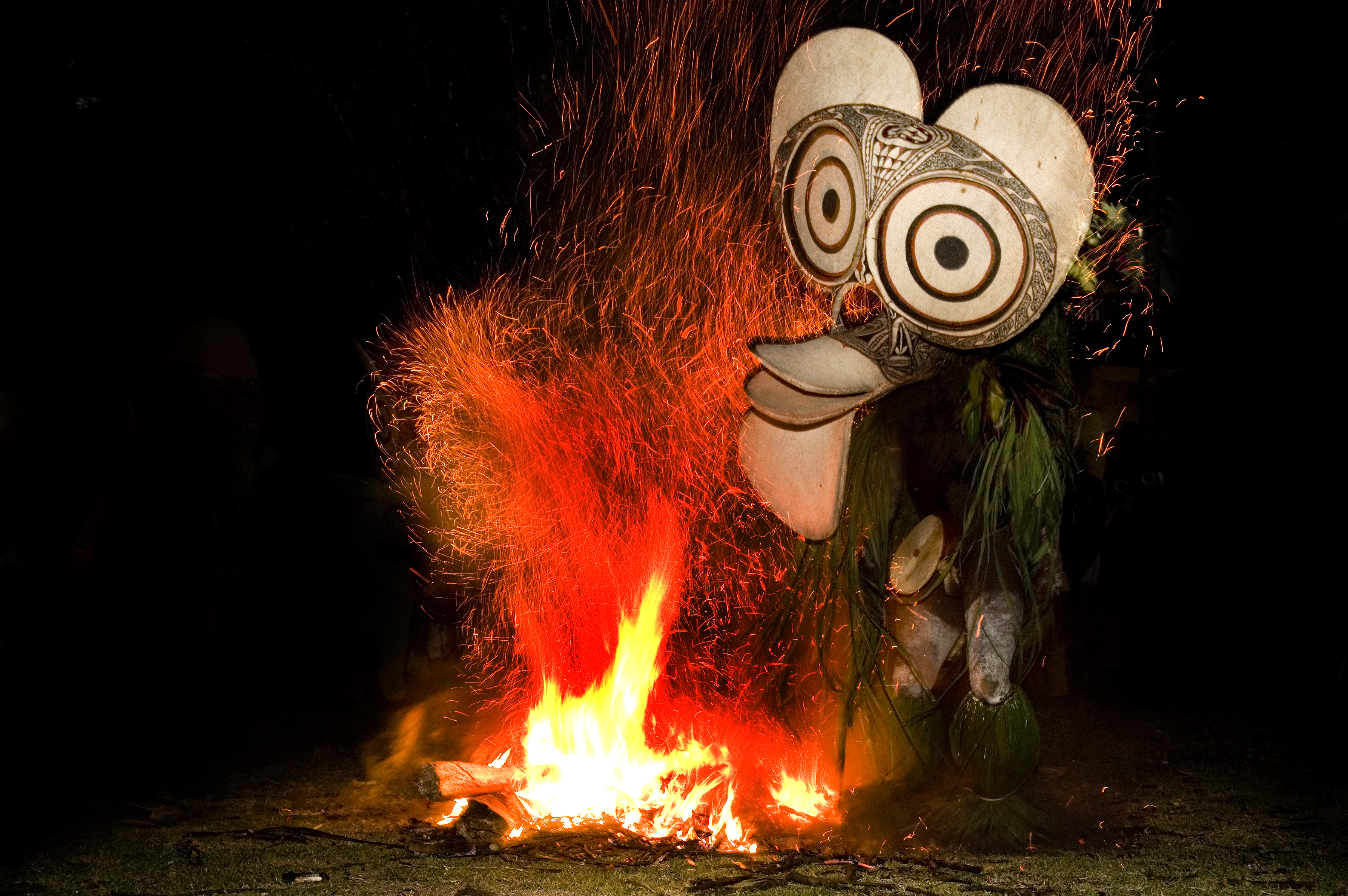
Vuurdanser in Papoea-Nieuw-Guinea.

- Zich het vuur uit de sloffen lopen (zich heel veel moeite en inspanning getroosten)
- In vuur en vlam (verliefd, of heel enthousiast)
- De kastanjes uit het vuur halen (het riskante of onaangename werk doen om iets op te lossen)
- Zich verspreiden als een lopend vuurtje (zich razendsnel verspreiden)
- Uit het vuur slepen (met veel moeite voor elkaar krijgen)
- Olie op het vuur gooien (de onenigheid erger maken)
- Het heilig vuur (de inspiratie en hartstocht voor een activiteit)
- Het vuur ontsteken (als pionier beginnen, iets belangrijks in gang zetten)
- Het vuur aan de schenen leggen (iemand het moeilijk maken, vooral met vragen, om informatie vrij te krijgen)
- Dicht bij het vuur staan (zeer nauw bij een gebeurtenis betrokken zijn)
- Geld verbranden (geld verspillen, onnodig hoge uitgaven doen)

(Zie ook Lijst van Nederlandse spreekwoorden)
- Vuurrood

Het woord vuur wordt ook gebruikt voor het schieten met vuurwapens:
- Het commando "Vuur" betekent: begin nu met schieten.
- Het commando "Staakt het vuren" betekent: Stop nu met schieten.
- "Onder vuur liggen" betekent: beschoten worden. "Eigen vuur" (friendly fire) is het per abuis beschoten worden door de eigen artillerie of infanterie.

Sommige dieren zijn vanwege de felle gele tot rode kleuren vernoemd naar vuur, zoals de vuurbuikpad, de vuursalamander en de vuurskink. Verder de vuurvlieg.

## Verder lezen
- Frazer, J.G. (1890): The Golden Bough,
- Goudsblom, J (1992): Vuur en beschaving, Meulenhoff.